# Скоков, Николай Николаевич
Никола́й Никола́евич Ско́ков (14 января 1916 — 25 апреля 1987) — советский художник-график. Член Союза художников СССР. Заслуженный деятель искусств РСФСР. Председатель Астраханского отделения Союза художников.

## Биография
Родился 14 января 1916 года в городе Астрахань.
Проявлять способности к рисованию маленький Николай начал с детства, уже в школе заметили будущий талант художника. Учитель рисования и художник Алексей Моисеевич Токарев сделал многое для первых шагов своего ученика в искусстве. После окончания школы Николай поступил в Астраханский художественный техникум, где учился у прекрасного художника и талантливого педагога Павла Власова.
Окончив училище в 1933 году, уехал в столицу и стал студентом вечернего отделения Московского архитектурного института. Днем юный Скоков работал художником-оформителем на строящемся комплексе ВДНХ под руководством известного художника-живописца Я. Д. Ромаса, в то же время ему доводилось оформлять и служебные помещения в Кремле (художник любил вспоминать, как однажды отделывал курительную комнату, а в соседнем зале обедал Сталин, который проявил заботу о молодом художнике — и позвал его к столу).
В 1939 году двадцатитрехлетнего Николая призвали в Красную Армию, затем участвовал в советско-финляндской войне (1939—1940). Принимал участие в первых боях Великой Отечественной войны, где сражался в мотострелковых войсках. Будучи солдатом-разведчиком, сражался с немецко-фашистскими захватчиками. В июле 1941 года был тяжело ранен и контужен под Смоленском был тяжело ранен и контужен. После длительного лечения Скокова комиссовали по инвалидности, и уже в 1942 году он вернулся в Астрахань. Работал в картинной галерее.
В годы Великой Отечественной войны писал преимущественно графические портреты рабочих, рыбаков, солдат, работников культуры и искусства, занимался агитационно-массовым искусством, сосредоточившись на создании антифашистских плакатов. Является автором таких работ, как «Знамя фашизма», «У разбитого корыта», «Подпиской на Государственный военный заем 1942 года ускорил разгром гитлеровских разбойников, вероломно напавших на нашу Родину», «Не спят в Москве, не спят в Берлине», эскизы которых хранятся в фондах астраханского музея-заповедника.
В 1970-х годах был директором Астраханской картинной галереи. В 1960—1970-х годах был председателем Астраханского отделения Союза художников России. Дважды награждён орденом Трудового Красного Знамени.
Николай Скоков умер 25 апреля 1987 года. Художник был похоронен в Астрахани на кладбище № 2. На фасаде его дома установили мемориальную доску.

## Семья
Жены и детей у Скокова никогда не было, однако заменой ему стала семья младшего брата Бориса. Даже внучатые племянники считали художника своим дедушкой. Надежда Скокова — жена племянника, говорила, что жили они дружно, во взаимной доброте. Воскресное утро всей семьей проводили за чашкой кофе и разговорами на разные темы.

## Творчество
Графические работы Николая Скокова из фондов АГКГ имени П. М. Догадина посвящены людям труда, старой и новой Астрахани, военные и политические плакаты, поэтические волжские пейзажи, 4 графических листа об исторических памятниках Астрахани, вошедших в альбом «Старые русские города», созданный по заказу Союза художников СССР в 1946 году. Книжная графика — любимая тема художника.
«Много работая над книжным оформлением, иллюстрациями и плакатом, Скоков показал себя мастером миниатюрных гуашей на темы архитектурного пейзажа Астрахани. Как офортист он развернул свое дарование главным образом в технике сухой иглы…»

## Память
В 2016 году в честь столетия со дня рождения художника в «Цейхгаузе» была проведена выставка рисунков и личных вещей Скокова.
14 января 2021 года в библиотеке Астраханской картинной галереи имени П. М. Догадина в рамках проекта «Выставка одной картины» была выставлена работа художника с названием «Астраханский порт» в честь 105 дня рождения. Также в 2021 году в Доме-музее Б. М. Кустодиева прошла выставка «Человек особенных масштабов», посвящённая жизни и творчеству художника. Портрет художника был передан в коллекцию портретов деятелей искусства Астраханской картинной галереи.